# Мира Каланова
Мира Енчева Каланова е български сценограф.

## Биография
Завършила е Националната художествена академия, София, специалност Сценография в класа на проф. Красимир Вълканов. От 2006 г. е докторант в НАТФИЗ „Кр. Сарафов“.
Работила е по множество пиеси на Шекспир, Уайлд, Молиер, Бекет и др.

## Пиеси
- 2010 – Юлий Цезар от У. Шекспир, реж. Пламен Марков; НАТФИЗ
- 2010 – Божествата на касапите от Ясмина Реза, реж. Пламен Марков; Модерен театър София
- 2008 – Тайбеле и нейният демон от И.Б. Зингър, реж. Пламен Марков; ДТ Ст. Загора
- 2008 – Бяс от Боян Папазов, реж. Пламен Марков, ДТ Ст. Загора
- 2007 – Излишък от любов от Теодора Димова, реж. Пламен Марков; ДТ Сливен
- 2006 – Оскар и розовата дама от Ерик Емануел Шмит, реж. Й. Славейков; ДКТ Враца
- 2006 – Български работи по Б. Нейков, реж. Пламен Марков; ДТ Варна
- 2006 – Гласовете на другите от Пламен Дойнов, реж. Пламен Марков; ДТ Ст. Загора
- 2006 – Ивона – принцесата на Бургундия от Витолд Гомбрович, реж. В. Асенов, ДКТ Враца
- 2005 – Великолепният рогоносец от Ф. Кромелинк, реж. Пламен Марков; ДТ Ст. Загора
- 2005 – И най-мъдрият си е малко прост от Н. Островски, реж. Красимир Ранков; ДКТ Враца
- 2005 – Както ви харесва от У. Шекспир, реж. Пламен Марков; НАТФИЗ
- 2004 – Сънища наяве от Балчо Нейков, реж. Пламен Марков; НАТФИЗ
- 2004 – Напразни усилия в лятна нощ по У. Шекспир; реж. Пламен Марков; МГТ Зад Канала
- 2003 – Макбет от У. Шекспир, реж. Пламен Марков; НТ „Иван Вазов“
- 2003 – Магбед от Йожен Йонеско, реж. Пл. Марков; НТ „Иван Вазов“
- 2002 – Банята хореограф, постановка Олеся Пантикина; Балет "Арабеск”
- 2002 – Саломе от Оскар Уайлд, реж. Ст. Радев; НТ „Иван Вазов“
- 2002 – Майстори от Рачо Стоянов, реж. Пламен Марков; ДТ Сливен
- 2002 – Балтиморски валс от П. Вогъл, реж. Борис Панкин, ДТ София
- 2001 – Рондо от Артур Шницлер, реж. Пламен Марков; ДТ Варна
- 2001 – Хотел между тоя и оня свят от Е. Е. Шмит, реж. Николай Ламбрев; ДТ Варна
- 2001 – Среднощен град от Андрей Филипов, реж. Николай Ламбрев; НТ „Иван Вазов“
- 2000 – Краят на играта от Самюел Бекет, реж. Гриша Островски; ДТ София
- 2000 – Покер от Е. Бонев, реж. Борислав Чакринов; ДКТ Враца
- 1999 – Дали не имаше дървета или от Ж. Уормс, реж. Р. Пенчев, ДТ Монтана
- 1999 – Ескориал от М. Де Гелдерод, реж. Р. Пенчев; ДКТ Враца
- 1998 – Мокри поръчки от Салтиков-Шчедрин, реж. Димитрина Гюрова; Театър 199
- 1998 – Покана в замъка от Жан Ануи, реж. Красимир Ранков; НАТФИЗ
- 1998 – Кой се страхува от Вирджиния Улф от Едуард Олби, реж. Н. Томанова; Т-р Алтернатива
- 1998 – Легенди за страстта по Гьоте и Шилер, реж. Р. Пенчев; Театър Алтернатива
- 1997 – Amora desperato от Св. Овчаров, реж. Св. Овчаров; ДТ София
- 1997 – Дисни трилър от Ф. Ридли, реж. Галин Стоев, Театър 199
- 1997 – Дон Жуан от Молиер, реж. Р. Пенчев, Театър Алтернатива

## Филми
- 2005 г. „Хотел България“ – ТВ сериал 75 серии, реж. Петър Одажиев
- 2001 г. „Пиклата“ – реж. Светла Цоцоркова
- 2000 г. „Хълмът на боровинките“ – реж. Александър Морфов
- 1999 г. „Целувка за лека нощ“ – реж. Петър Одажиев
- 1999 г. „Пансион за кучета“ – реж. Стефан Командарев
- 1998 г. „Случайни чаши“ – реж. Стефан Командарев
- 1998 г. „Тувалу“ – реж. Файт Хелмер

## Награди
- 2008 г. Номинация за „Аскеер“ 2008, категория „Сценография“ за постановката „Тайбеле и нейният демон“ от Исаак Башевис Сингер и Ева Фридман
- 2004 г. „Аскеер“ за костюми за „Макбет“ от У. Шекспир и „Магбед“
- 2002 г. Награда за сценография на Фестивал за нова българска драма – гр. Шумен за „Среднощен град“ от А. Филипов
- 1998 г. Втора награда на конкурса Международни награди за мода „SMIRNOFF“